# Metropolis Street Racer
Metropolis Street Racer es un videojuego de carreras desarrollado por Bizarre Creations y publicado por Sega exclusivamente para Dreamcast. El juego estaba destinado a ser un título de lanzamiento de Dreamcast, sin embargo, debido a los numerosos retrasos, no se lanzó en Europa hasta noviembre de 2000, con una versión norteamericana en enero de 2001. Se inició el desarrollo de una versión japonesa, pero nunca se lanzó.
Metropolis Street Racer es notable por la introducción del sistema "Kudos" (en el que los jugadores son recompensados por competir con estilo y rapidez) en los videojuegos, y por sus recreaciones detalladas y precisas de las ciudades de Londres, Tokio y San Francisco. La música para el juego fue compuesta por Richard Jacques y entregada a través de nueve estaciones de radio ficticias (tres para cada ciudad), similar a la serie Grand Theft Auto. El espectro diurno/nocturno durante el juego es realista, ya que el juego utiliza el reloj interno de Dreamcast para calcular la hora actual en cada ciudad. Juega a las 8AM en Inglaterra, por ejemplo, y las carreras de San Francisco serán todas de noche (12 AM).
Un punto de venta de Metropolis Street Racer fue la gran cantidad de pistas disponibles (262 en total), creadas bloqueando ciertas áreas de la ciudad para guiar al jugador por caminos específicos. Sin embargo, solo un pequeño número está disponible al comienzo de la partida y la mayoría se desbloquea al jugar en el modo de un solo jugador.

## Jugabilidad
El juego en MSR se centra en el modo para un solo jugador, y las pistas y los autos en el modo multijugador se desbloquean al mismo tiempo que en el juego para un solo jugador. La premisa es que, como corredor callejero, el jugador debe impresionar a otros conductores con una conducción rápida pero elegante en una serie de desafíos. Estos desafíos están en grupos de diez (llamados Capítulos, hay 25 en total), y todos los desafíos se abren en el siguiente capítulo (suponiendo que el jugador tenga Kudos suficientes, vea más abajo) y desbloquee un nuevo automóvil. Cada desafío está en una pista diferente, y desbloquear un desafío desbloquea esa pista en los modos de ataque de tiempo y multijugador.

### Retos
- Hotlap: compita en solitario en una pista, generalmente tres vueltas, e intente superar un tiempo específico. Una versión alternativa registra el tiempo promedio para todas las vueltas.
- Uno contra uno: una carrera (de nuevo, generalmente tres vueltas) contra un oponente. El jugador puede dar a ellos mismos o al oponente de la computadora una ventaja de hasta 60 segundos.
- Street Race: una sola carrera contra múltiples oponentes.
- Campeonato: Una serie de cuatro carreras contra tres oponentes. Los puntos se reciben según la posición del jugador al final de cada carrera. Por lo general, este es el último desafío en el capítulo.
- Desafío: una carrera con reglas personalizadas, como pasar un cierto número de autos dentro de un límite de tiempo.

Algunos desafíos (generalmente la categoría Desafío) tienen un tiempo de desbloqueo, que permite desbloquear los autos secretos o trampas al completar el desafío durante un cierto tiempo. El desafío aún se puede completar en un momento diferente, pero hacerlo no desbloqueará la recompensa.

### Kudos
Kudos (del griego κ δος que significa 'gloria') es la moneda de MSR. Se gana durante los desafíos en dos categorías: habilidad y estilo. Los Kudos de habilidad se obtienen al completar un desafío con éxito. La dificultad de los desafíos es configurable por el usuario, por ejemplo, reducir el límite de tiempo o aumentar la ventaja de los oponentes, con desafíos más difíciles que recompensan más Kudos por completar. Los Kudos de estilo se ganan a la deriva, usando el freno de mano para patinar mientras se gira. Aparece un símbolo de "K" cuando se desplaza, y se vuelve más brillante cuanto más larga y pronunciada es la deriva. Cuanto más opaco es el símbolo, más Kudos se gana. También se otorgan felicitaciones por terminar una carrera sin chocar con obstáculos u otros coches. Las felicitaciones se pierden si el conductor choca con una pared, un obstáculo u otro automóvil (teóricamente no se pierden las felicitaciones si otro automóvil choca con el jugador, pero no siempre es así); o al fallar el desafío, lo que resulta en un total de Kudos final de -25 "K" para todo el desafío. Cancelar un desafío incluso resultará en -50 "K". 
Las felicitaciones se calculan por desafío. El resultado de Kudos de cada desafío se almacena, y solo se almacena el último intento de desafío. Si, por ejemplo, un desafío se completa con 250 "K" y luego se intenta sin éxito, el resultado del desafío se convierte en -25 "K".
Al jugar el juego, se pueden ganar cartas de "Joker". Jugar una de estas cartas antes de comenzar un desafío duplicará la cantidad de Kudos ganados o perdidos durante ese intento.

### Autos
En el modo de un solo jugador, el jugador tiene un garaje que tiene capacidad para seis coches. Para "comprar" un auto, el jugador debe completar un desafío en ese auto, generalmente completando una vuelta corta dentro de un límite de tiempo. El jugador tiene tiempo ilimitado para completar el desafío, y una vez completado, puede personalizar el auto.
El color del automóvil y la opacidad de las ventanas se pueden cambiar, al igual que la matrícula. El ABS también puede encenderse o apagarse, y los autos convertibles pueden configurarse como hard-top, soft-top o open top para diferentes condiciones climáticas.
Kudos también está vinculado a los coches de los jugadores. Como inicialmente solo hay tres espacios en el garaje, de vez en cuando es necesario disponer de los coches para dejar espacio para mejores coches desbloqueados durante el juego. Sin embargo, la eliminación de un automóvil también penaliza al jugador con el 10% de los Kudos obtenidos en ese automóvil. Esto tiene la intención de alentar al jugador a cambiar de automóvil con menos frecuencia, o a pasar tiempo en su automóvil preferido en los Capítulos inferiores y luego obtener mejores resultados de Kudos.

### Falta de opción de repetición
La función de reproducción se eliminó de todas las versiones comerciales de MSR debido a limitaciones de tiempo. Esto es a pesar de que las copias de revisión de revistas incluidas esta opción y el manual de instrucciones de EE. UU. implicaban que estaban presentes. Las razas de demostración pregrabadas están disponibles para verlas desde ángulos de repetición, pero nada más. En la revista oficial de Dreamcast (ODM) del Reino Unido #16, Martyn Chudley dio la siguiente explicación para la eliminación:
"Desafortunadamente, hubo un problema con las repeticiones que los probadores de Sega descubrieron cerca del final del desarrollo. Intentamos solucionar este error durante aproximadamente dos semanas, pero el tiempo se agotó, así que lo único que pudimos hacer fue eliminar las repeticiones. Nos molesta que tuviéramos que hacer eso, pero sin tiempo, no había otra opción"

### Funcionalidad en línea
Si bien MSR no permitió carreras en red, se puede acceder a varias funciones a través de la opción de Internet en el menú principal:
- Time Attack: un contrarreloj con un coche, rumbo y condiciones meteorológicas específicas. Las mejores vueltas se pueden guardar como coches fantasma dentro de las pruebas. Se crea un archivo VMU separado que se puede pasar a otros para competir.
- Speed Challenge: estos son contrarrelojes en los cursos establecidos de cada ciudad; Market West II (San Francisco), Parliament Street South II (Londres) y Higashi-Dori Kita II (Tokio). Solo se pueden correr con los autos VX220/Opel Speedster con engranajes automáticos. Hasta marzo de 2002, los jugadores pudieron subir sus mejores tiempos a un ranking en línea dentro de Dreamarena (ver más abajo).

Los jugadores registrados en Dreamarena/Seganet también podrían acceder a un micrositio especial de MSR usando el navegador integrado. Contenía las siguientes características:
- Speed Challenge Ranking:[3] puedes ingresar un mejor horario para cada curso o un mejor horario en general.
- World Time Trial Ranking: los 10 mejores registros de vuelta para cada curso. Los jugadores compitieron subiendo sus archivos de Time Trial. Estos archivos podrían ser descargados por otros para desafiarlos.
- World Kudos Ranking:[3] las mejores puntuaciones totales de Kudos. No estuvo activo hasta el 5 de enero de 2001 debido a errores de puntuación en las primeras ediciones de PAL.[4]
- Ghost Attack: Programar coches fantasmas de varios cursos para competir en contra.
- Consejos de conducción y enlaces al tablero de mensajes de MSR dentro de Dreamarena.[5]

El sitio también albergó nueve "New Time Trials" como "carreras creadas por Sega en un circuito exclusivo que puedes descargar y desafiar" sin embargo, estos circuitos eran simplemente las pistas de "Challenge" (Shibuya Challenge, Westminster Challenge, Pacific Challenge etc.) ya presente en el juego. Los informes sugieren que el top 10 de clasificación para esta característica nunca se implementó.
El micrositio y los rankings se cerraron en marzo de 2002 con la desaparición de Dreamarena y SegaNet.

## Desarrollo
En 1997, Sega Europa se acercó a Bizarre Creations para hacer una carrera callejera para la próxima consola de Dreamcast. Esto fue después de que Kats Sato de Sega descubriera que estaban detrás de los juegos F1 '96 y F1 '97 en la PlayStation de Sony. Según Martyn Chudley, Director Ejecutivo de Bizarre Creations, "a Kats se le dio la tarea de averiguar quién estaba desarrollando la Fórmula 1 para Sony. Así que, en el ECTS [1997], sacó el cable de alimentación para poder ver los créditos de puesta en marcha [F1]". Después de una reunión con el entonces CEO de Sega Europe, Kazutoshi Miyake, Bizarre Creations aceptó su oferta de trabajo. Martyn Chudley dijo que Sega le dio a Bizarre Creations la oportunidad de expandirse después de enterarse de que habían sido alineados para obtener más títulos de la F1.
El primer lanzamiento de PAL tuvo varios errores importantes. Los discos no usados se retiraron rápidamente y se reemplazaron con una segunda versión PAL que eliminó la mayoría de los errores principales, pero no todos. Sega Europe también ofreció discos de reemplazo, la versión final de PAL, sin cargo para cualquier persona que haya comprado una copia con errores. El lanzamiento en EE. UU. Y la versión final de PAL estaban libres de errores importantes, aunque quedaron algunos menores. Martyn Chudley declaró que aunque Bizarre Creations había solucionado todos los errores que Sega (que estaba a cargo de Control de Calidad) les había informado antes de su lanzamiento, algunos errores debieron haber pasado por el plan de prueba integral de Sega debido al tamaño del juego.
Metropolis Street Racer también fue el primer piloto en tener estaciones de radio y DJ que hablaban entre las pistas de música. La banda sonora fue compuesta por Richard Jacques. Algunas canciones en las estaciones de radio son cantadas por TJ Davis, quien también cantó canciones del juego de Sega Saturn, Sonic R.

## Recepción
El juego fue recibido con críticas muy positivas en el lanzamiento. GameRankings le dio una puntuación de 88.59%, mientras que Metacritic le dio 87 de 100.
Brandon Justice de IGN le dio 9.1 de 10 y dijo que "tiene un gran sentido de progresión, dificultad y refinamiento en todo momento, y aunque puede ser demasiado difícil para las personas con poca paciencia, es una de las experiencias de juego más gratificantes en la historia del género". Sin embargo, Shane Satterfield de GameSpot le dio 7.7 de 10 y lo llamó "un hermoso corredor con física precisa y control estricto, pero el sistema de kudos lo hace mucho más desafiante de lo que necesita ser".
Metropolis Street Racer fue finalista de Graphical Achievement en los Edge Magazine Awards 2001 celebrados el 18 de abril de ese año.
Según Martyn Chudley, Metropolis Street Racer vendió aproximadamente 120,000 unidades. La mayoría se vendieron en los Estados Unidos con 101.757 copias; en Europa, se vendieron 13.297 copias en los dos primeros días, lo que significa que se vendieron menos de 5000 en ese territorio después del lanzamiento.
Chudley describió las cifras de ventas como "miserables" y citó la desaparición de Dreamcast, la llegada tardía del juego y el descubrimiento de errores de alto perfil después del lanzamiento como las razones del motivo. También afirmó que Bizarre Creations había invertido alrededor de £1 millón de su propio dinero en el juego y le preguntaron a Sega sobre poner el juego en la PlayStation 2 de Sony, sin embargo Sega se negó. Edge Magazine comentó durante una vista previa para Project Gotham Racing que el lanzamiento de MSR exclusivamente para Dreamcast era comparable a "The Beatles que venden exclusivamente The White Album en Marte".